# 가니메이카즈치노미코
가니메이카즈치노미코(일본어: 迦邇米雷王?~?)는 고사기에 기록된 고훈 시대의 황족(皇族)이다. 고사기에 따르면, 아버지는 야마시로노오오쓰쓰키마와카노미코(山代之大筒木真若王)이며, 어머니는 이리네노미코(伊理泥王)의 딸 다니와노아지사와히메(波能阿治佐波毘売)이다. 또한, 히코이마스노미코(彦坐王)의 손자, 즉 가이카 천황(開化天皇)의 증손에 해당한다. 외조부인 이리네노미코는 야마시로노오오쓰쓰키마와카노미코의 동복형제(同腹兄弟)인 까닭에, 아버지와 어머니는 각각 백부, 질녀의 가족관계에 해당한다고 할 수 있다. 가니메이카즈치노미코는 다니와노오토오쓰노오미(丹波之遠津臣)의 딸 다카키히메(高材比売)를 왕비로 맞아, 아들 오키나가노스쿠네노미코(息長宿禰王)를 낳았다.

## 계보와 가족 관계

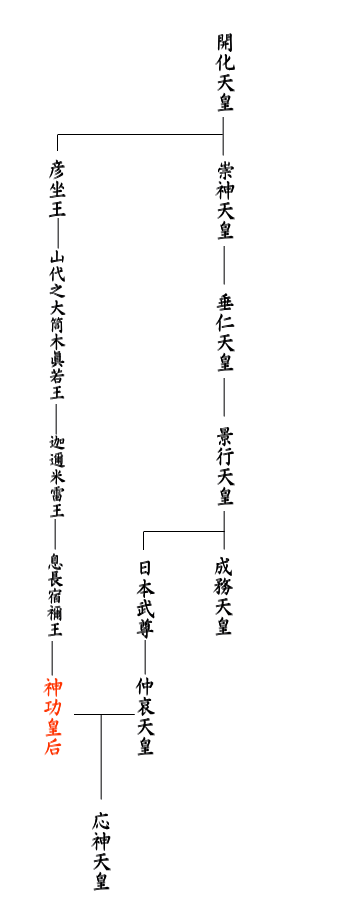
가이카 천황부터 오진 천황의 가계도

- 조부:히코이마스노미코
  - 부:야마시로노오오츠츠키마와카노미코
    - 아들:오키나가노스쿠네노미코